# Pestxànoie (Nóvgorod)
|  | Per a altres significats, vegeu «Pestxànoie». |

Pestxànoie (en rus: Песчаное) és un poble de l'óblast de Nóvgorod, a Rússia, segons el cens del 2010 tenia 44 habitants.